# Élection présidentielle israélienne de 2021
L'élection présidentielle israélienne de 2021 a lieu le 2 juin 2021 afin d'élire le président de l'État d'Israël au scrutin indirect par les membres de la Knesset. Le président sortant Reuven Rivlin, élu en 2014, n'est pas rééligible.
L'indépendant Isaac Herzog est élu dès le premier tour face à Miriam Peretz, issue de la société civile.

## Contexte
Élu au second tour de l’élection présidentielle de 2014, le président sortant, Reuven Rivlin, issu du Likoud, ne peut se représenter, la Constitution limitant le chef de l'État à un mandat unique,.
L'élection présidentielle de 2021 se tient dans un contexte d’extrême fracture parlementaire. Les partis israéliens se trouvent en effet incapables de s'accorder durablement sur un gouvernement de coalition depuis plus de deux ans, entrainant la tenue d'élections législatives anticipées en avril 2019, septembre 2019, mars 2020 et mars 2021. Pendant cette période d'instabilité, Benyamin Netanyahou dirigeant du Likoud et Premier ministre depuis 2009, reste au pouvoir.
La période de dépôt des candidatures intervient en pleine crise israélo-palestinienne.

## Mode de scrutin
Le président de l'État d'Israël est élu via une forme modifiée du scrutin uninominal majoritaire à deux tours par les 120 membres de la Knesset pour un mandat de sept ans non renouvelable. Pour se présenter, les candidats doivent recueillir le soutien d'au moins dix députés, qui ne peuvent soutenir qu'un seul candidat à la fois. 
Est élu le candidat qui reçoit les votes de la majorité absolue des membres de la Knesset. À défaut, un nouveau tour de scrutin est organisé dans les mêmes conditions. Si toujours aucun candidat ne l'emporte, le candidat ayant recueilli le moins de suffrages est éliminé à chaque tour suivant, si besoin jusqu'à ce qu'il ne reste plus que deux candidats et jusqu'à ce que l'un d'entre eux obtienne la majorité absolue.

## Candidats
Seuls deux candidats recueillent les dix signatures de députés requises pour la candidature.
| Candidat Parti politique | Candidat Parti politique   | Candidat Parti politique | Fonctions | Commentaires |
| ------------------------ | -------------------------- | ------------------------ | --- | --- |
|                          | Isaac Herzog Indépendant   |                          | Ministre (2005-2011) Dirigeant du Parti travailliste israélien (2013-2017) Président de l'Agence juive (depuis 2018) | Il obtient 27 signatures, venant de quasiment tous les partis à la Knesset à l'exception des partis arabes.          |
|                          | Miriam Peretz Indépendante |                          | Aucune | Elle obtient onze signatures de députés. Un sondage indique qu’elle a les faveurs de l'opinion publique israélienne. |

## Résultats
| Candidats                | Candidats                | Partis                   | Premier tour | Premier tour |
| Candidats                | Candidats                | Partis                   | Voix         | %            |
| ------------------------ | ------------------------ | ------------------------ | ------------ | ------------ |
|                          | Isaac Herzog             | Indépendant              | 87           | 76,99        |
|                          | Miriam Peretz            | Indépendante             | 26           | 23,01        |
|                          |                          |                          |              |              |
| Majorité requise         | Majorité requise         | Majorité requise         | 61 voix      | 61 voix      |
|                          |                          |                          |              |              |
| Suffrages exprimés       | Suffrages exprimés       | Suffrages exprimés       | 113          | 94,96        |
| Votes blancs et nuls     | Votes blancs et nuls     | Votes blancs et nuls     | 6            | 5,04         |
| Total                    | Total                    | Total                    | 119          | 100          |
| Abstention               | Abstention               | Abstention               | 1            | 0,83         |
| Inscrits / participation | Inscrits / participation | Inscrits / participation | 120          | 99,17        |

## Analyse
L'ancien chef du parti travailliste devenu indépendant Isaac Herzog est élu au premier tour onzième président de l’État d’Israël. Francophile et partisan affirmé d'une reprise des négociations sur la résolution du conflit israélo palestinien, il est le fils de Chaim Herzog, lui-même président de 1983 à 1993, lorsque les lois fondamentales permettaient au chef de l'État d'accomplir deux mandats de cinq ans,. Il entre en fonction le 7 juillet suivant.